# Рубио, Диего
Диего Иван Рубио Кёстнер (исп. Diego Iván Rubio Köstner; 15 мая 1993, Сантьяго) — чилийский футболист, нападающий американского клуба «Остин» и сборной Чили.

## Клубная карьера
Диего Рубио начал карьеру в футбольной школе клуба «Универсидад Католика». Когда ему было 14 лет, он перешёл в футбольную школу другого клуба, «Коло-Коло», за который болел с детства. На следующий год после перехода в футбольную школу Рубио был переведён в молодёжный состав «Коло-Коло». Там он выступал вплоть до января 2011 года, когда Диего был взят в основной состав команды. Его дебют состоялся в товарищеском матче с клубом «Депортес Ла-Серена», где он вышел в стартовом составе. А в другой товарищеской встрече, с клубом «Унион Эспаньола», Рубио забил два своих первых мяча за клуб. 14 февраля 2011 года Рубио сыграл свой первый официальный матч в составе «Коло-Коло»: в рамках чемпионата страны его команда встречалась с «Унион Сан-Фелипе»; встречала завершилась поражением «Коло-Коло» со счётом 0:2, а Диего, вышедший на поле на 84-й минуте встречи не смог как-то помочь своей команде. В Кубке Либертадорес Рубио провёл свой первый матч с «Сантосом». В этой же встрече он забил первый гол в официальных соревнованиях, однако и здесь его команда потерпела поражение, проиграв со счётом 2:3. 19 апреля в матче с «Ла-Сереной» Диего забил два своих первых гола в чемпионате, принеся победу своей команде со счётом 4:1. А затем форвард сделал «дубль» в матче Кубка Либертадорес с «Депортиво Тачирой», при чём оба его гола принесли победу команде со счётом 2:1.
5 июля 2011 года Рубио подписал 5-летний контракт с лиссабонским «Спортингом». В первой же встрече за клуб, товарищеском матче с «Пресикавом», Рубио забил гол; встречу его команда выиграла 8:0. 13 августа он дебютировал в составе Спортинга в официальном матче, в рамках розыгрыша чемпионата Португалии с «Порту», в котором его команда проиграла 0:2. 22 апреля 2012 года он забил первый мяч за клуб, поразив ворота «Насьонала».
2 сентября 2013 года был взят в аренду с правом последующего выкупа клубом чемпионата Румынии «Пандурий».
3 февраля 2014 года отправился в аренду на один сезон в клуб чемпионата Норвегии «Саннес Ульф».
31 августа 2015 года Рубио подписал четырёхлетний контракт с испанским клубом «Реал Вальядолид».
8 марта 2016 года Рубио был взят в аренду клубом MLS «Спортинг Канзас-Сити» в качестве молодого назначенного игрока. Дебютировал за «Спортинг КС» 2 апреля 2016 года в матче против «Реал Солт-Лейк», выйдя на замену на последние 10 минут. 27 апреля 2016 года в матче против «Ванкувер Уайткэпс» забил свой первый гол в американской лиге. 1 сентября 2016 года «Спортинг КС» подписал с Рубио постоянный контракт до конца сезона 2018 с опцией продления на сезон 2019. 14 октября 2016 года на тренировке Рубио порвал переднюю крестообразную связку правого колена, из-за чего пропустил остаток сезона 2016 и первую половину сезона 2017, вернувшись на поле 17 июня 2017 года в матче против «Сан-Хосе Эртквейкс». В сентябре 2017 года Рубио получил грин-карту и в MLS перестал считаться иностранным игроком.
18 декабря 2018 года «Спортинг Канзас-Сити» обменял Рубио в «Колорадо Рэпидз» на Келина Роу и $200 тыс. общих и $100 тыс. целевых распределительных средств. 20 февраля 2019 года «Колорадо Рэпидз» подписал с Рубио новый трёхлетний контракт, рассчитанный на сезоны 2020—2022. За денверский клуб он дебютировал 2 марта 2019 года в матче первого тура сезона против «Портленд Тимберс», в котором вышел в стартовом составе. 17 марта 2019 года в матче против своего бывшего клуба «Спортинг Канзас-Сити» он забил свой первый гол за «Колорадо Рэпидз». 5 марта 2021 года Рубио продлил контракт с «Колорадо Рэпидз» на два года, до конца сезона 2023, с опцией ещё на один год. По окончании сезона 2023 Рубио покинул «Колорадо Рэпидз» в связи с истечением срока контракта.
5 февраля 2024 года Рубио на правах свободного агента подписал контракт с клубом «Остин» до конца сезона 2024 с опцией продления на сезон 2025. За «Остин» дебютировал 24 февраля 2024 года в матче стартового тура сезона против «Миннесоты Юнайтед», выйдя на замену во втором тайме вместо Гьяси Зардеса. 16 марта 2024 года в матче против «Филадельфии Юнион» забил свой первый гол за «Остин».

## Международная карьера
31 мая 2011 года Рубио был вызван Клаудио Борги в состав сборной Чили, как один из возможных участников Кубка Америки. 23 июня он дебютировал в последнем перед Кубком матче с Парагваем, но на сам турнир не попал.

## Личная жизнь
Диего — сын Уго Рубио, бывшего игрока сборной Чили, а затем футбольного агента. Два других сына Уго, Эдуардо и Матиас также являются профессиональными футболистами. Крёстным отцом Диего является один из самых известных чилийских футболистов — Иван Саморано.

## Достижения
Командные
 «Спортинг Канзас-Сити»
- Обладатель Открытого кубка США: 2017

## Статистика
| Выступление           | Выступление      | Выступление      | Лига | Лига | Кубок | Кубок | Континент. | Континент. | Прочие | Прочие | Итого | Итого |
| Клуб                  | Лига             | Сезон            | Игры | Голы | Игры  | Голы  | Игры       | Голы       | Игры   | Голы   | Игры  | Голы  |
| --------------------- | ---------------- | ---------------- | ---- | ---- | ----- | ----- | ---------- | ---------- | ------ | ------ | ----- | ----- |
| Коло-Коло             | Примера Дивисьон | 2011             | 7    | 2    | —     | —     | 2          | 3          | 1      | 1      | 10    | 6     |
| Коло-Коло             | Итого            | Итого            | 7    | 2    | —     | —     | 2          | 3          | 1      | 1      | 10    | 6     |
| Спортинг (Лиссабон)   | Примейра Лига    | 2011/12          | 9    | 1    | 1     | 0     | 6          | 0          | 1      | 0      | 17    | 1     |
| Спортинг (Лиссабон)   | Примейра Лига    | 2012/13          | 2    | 0    | —     | —     | —          | —          | —      | —      | 2     | 0     |
| Спортинг (Лиссабон)   | Примейра Лига    | 2014/15          | 0    | 0    | —     | —     | —          | —          | 1      | 0      | 1     | 0     |
| Спортинг (Лиссабон)   | Итого            | Итого            | 11   | 1    | 1     | 0     | 6          | 0          | 2      | 0      | 20    | 1     |
| Спортинг B (Лиссабон) | Лига Про         | 2012/13          | 26   | 8    | —     | —     | —          | —          | —      | —      | 26    | 8     |
| Спортинг B (Лиссабон) | Лига Про         | 2014/15          | 21   | 14   | —     | —     | —          | —          | —      | —      | 21    | 14    |
| Спортинг B (Лиссабон) | Лига Про         | 2015/16          | 5    | 0    | —     | —     | —          | —          | —      | —      | 5     | 0     |
| Спортинг B (Лиссабон) | Итого            | Итого            | 52   | 22   | —     | —     | —          | —          | —      | —      | 52    | 22    |
| Пандурий              | Лига I           | 2013/14          | 4    | 0    | 1     | 0     | —          | —          | —      | —      | 5     | 0     |
| Пандурий              | Итого            | Итого            | 4    | 0    | 1     | 0     | —          | —          | —      | —      | 5     | 0     |
| Саннес Ульф           | Типпелигаен      | 2014             | 26   | 8    | 1     | 0     | —          | —          | —      | —      | 27    | 8     |
| Саннес Ульф           | Итого            | Итого            | 26   | 8    | 1     | 0     | —          | —          | —      | —      | 27    | 8     |
| Реал Вальядолид       | Сегунда Дивисьон | 2015/16          | 13   | 0    | 1     | 0     | —          | —          | —      | —      | 14    | 0     |
| Реал Вальядолид       | Итого            | Итого            | 13   | 0    | 1     | 0     | —          | —          | —      | —      | 14    | 0     |
| Спортинг Канзас-Сити  | MLS              | 2016             | 15   | 1    | 2     | 1     | 3          | 1          | 0      | 0      | 20    | 3     |
| Спортинг Канзас-Сити  | MLS              | 2017             | 16   | 6    | 3     | 1     | —          | —          | 1      | 0      | 20    | 7     |
| Спортинг Канзас-Сити  | MLS              | 2018             | 20   | 8    | 2     | 0     | —          | —          | 3      | 2      | 25    | 10    |
| Спортинг Канзас-Сити  | Итого            | Итого            | 51   | 15   | 7     | 2     | 3          | 1          | 4      | 2      | 65    | 20    |
| Своуп Парк Рейнджерс  | USL              | 2016             | 2    | 1    | —     | —     | —          | —          | —      | —      | 2     | 1     |
| Своуп Парк Рейнджерс  | USL              | 2017             | 2    | 1    | —     | —     | —          | —          | —      | —      | 2     | 1     |
| Своуп Парк Рейнджерс  | USL              | 2018             | 3    | 1    | —     | —     | —          | —          | —      | —      | 3     | 1     |
| Своуп Парк Рейнджерс  | Итого            | Итого            | 7    | 3    | —     | —     | —          | —          | —      | —      | 7     | 3     |
| Колорадо Рэпидз       | MLS              | 2019             | 26   | 11   | 1     | 1     | —          | —          | —      | —      | 27    | 12    |
| Колорадо Рэпидз       | MLS              | 2020             | 16   | 3    | —     | —     | —          | —          | 1      | 0      | 17    | 3     |
| Колорадо Рэпидз       | MLS              | 2021             | 26   | 5    | —     | —     | —          | —          | 1      | 0      | 27    | 5     |
| Колорадо Рэпидз       | MLS              | 2022             | 30   | 16   | 1     | 0     | 2          | 0          | —      | —      | 33    | 16    |
| Колорадо Рэпидз       | MLS              | 2023             | 16   | 3    | —     | —     | 1          | 1          | —      | —      | 17    | 4     |
| Колорадо Рэпидз       | Итого            | Итого            | 114  | 38   | 2     | 1     | 3          | 1          | 2      | 0      | 121   | 40    |
| Колорадо Рэпидз 2     | MLS Next Pro     | 2022             | 1    | 1    | —     | —     | —          | —          | —      | —      | 1     | 1     |
| Колорадо Рэпидз 2     | MLS Next Pro     | 2023             | 1    | 1    | —     | —     | —          | —          | —      | —      | 1     | 1     |
| Колорадо Рэпидз 2     | Итого            | Итого            | 2    | 2    | —     | —     | —          | —          | —      | —      | 2     | 2     |
| Остин                 | MLS              | 2024             | 4    | 1    | —     | —     | —          | —          | —      | —      | 4     | 1     |
| Остин                 | Итого            | Итого            | 4    | 1    | —     | —     | —          | —          | —      | —      | 4     | 1     |
| Всего за карьеру      | Всего за карьеру | Всего за карьеру | 291  | 92   | 13    | 3     | 14         | 5          | 9      | 3      | 327   | 103   |